# Acronia ysmaeli
Acronia ysmaeli là một loài bọ cánh cứng trong họ Cerambycidae.